# Sackets Harbor
Sackets Harbor är ett municipalsamhälle (village) i Jefferson County i delstaten New York, USA med 1 450 invånare vid folkräkningen 2010.

## Kända personer från Sackets Harbor
- John Pettit, politiker
- Jerry Thomas, bartender